# Свириденко, Юлия Анатольевна
Юлия Анатольевна Свириденко (укр. Юлія Анатоліївна Свириденко; род. 25 декабря 1985, Чернигов) — украинский государственный деятель. Премьер-министр Украины с 17 июля 2025 года.
До этого Свириденко исполняла обязанности председателя Черниговской ОГА с 3 июля по 28 ноября 2018 года. С 22 июля по 21 декабря 2020 года — первый заместитель министра развития экономики, торговли и сельского хозяйства Украины. С 22 декабря 2020 года по 4 ноября 2021 — заместитель руководителя Офиса президента Украины. Первый вице-премьер — министр экономики Украины с 4 ноября 2021 года по 17 июля 2025 года.

## Биография

### Семья и образование
Юлия Свириденко родилась 25 декабря 1985 года в Чернигове. Отец возглавлял Черниговское территориальное отделение Антимонопольного комитета Украины, а мать работала в аппарате Черниговской областной государственной администрации. У Юлии есть брат — Виталий Свириденко, председатель Черниговской областной федерации стрельбы.
В 2003 году Свириденко окончила черниговскую среднюю школу № 1 с углублённым изучением иностранных языков и поступила на факультет экономики, менеджмента и права Киевского национального торгово-экономического университета. В 2008 году получила степень магистра по специальности «менеджмент антимонопольной деятельности», после чего поступила в аспирантуру того же университета по направлению «экономика и управление национальным хозяйством».
В 2009 и 2011 годах прошла курсы при Фонде государственного имущества Украины, получив квалификацию специалиста по оценке недвижимости, оборудования, бизнеса, ценных бумаг, нематериальных активов и интеллектуальной собственности.
В 2016 году прошла программу подготовки менеджеров в Немецкой академии управления (Нижняя Саксония), а в 2017 году — обучение по программе стратегий развития частного сектора, организованной Шведским агентством по международному сотрудничеству Sida.

### Карьера в бизнесе
Свою карьеру начала в 2008 году в Киеве, работая специалистом по финансовой работе в андоррско-украинском совместном предприятии АО «АМП», занимающемся недвижимостью. Затем трудилась оценщиком в Черниговском междугородном бюро технической инвентаризации.
В 2011 году возглавила постоянное представительство Чернигова в китайском городе Уси, занимаясь привлечением инвестиций. Для коммуникации с партнёрами выучила китайский язык. Одним из результатов этой работы стало создание украинско-китайской компании «Эко-Втор», построившей в Чернигове завод по производству полиэфирного волокна. В этой компании Свириденко заняла пост заместителя директора.
С марта по сентябрь 2019 года руководила компанией «Сидко Украина», специализирующейся на производстве кормов для птиц и переработке органических продуктов. Под её руководством компания получила международный сертификат SA 8000, подтверждающий стандарты социальной ответственности, и вышла на внешние рынки.

### Политическая карьера

#### Работа в Чернигове
Начало политической карьеры Юлии Свириденко пришлось на 2015 года, когда она впервые баллотировалась в Черниговский городской совет от партии «Блок Петра Порошенко» по одному из мажоритарных округов, но горсовет не прошла.
С 2015 года начала работать в Черниговской областной государственной администрации: сначала в качестве советника главы области, затем — директора департамента экономического развития, а с 2017 по 2018 годы — первого заместителя председателя ОГА. На должность директора департамента её пригласил тогдашний глава администрации Валерий Кулич.
В период 2015—2017 годов Черниговская область под её кураторством привлекла более 340 млн долларов прямых иностранных инвестиций, а по темпам их роста в 2017 году заняла первое место на Украине.
С июля по ноябрь 2018 года исполняла обязанности главы Черниговской облгосадминистрации. В октябре, во время взрывов боеприпасов на 6-м арсенале вблизи города Ичня, она лично выезжала на место, координировала действия местных властей и встречалась с пострадавшими жителями. По словам Валерия Кулича, её увольнение последовало после конфликта Кулича с президентом Петром Порошенко. После этого Свириденко вернулась в частный сектор, став директором компании «Сидко Украина», принадлежащей Куличу и тогдашнему главе Чернигова Владиславу Атрошенко.

#### Переезд в Киев
Однако уже в 2019 году она была назначена на должность заместителя министра развития экономики, торговли и сельского хозяйства Украины. Пригласил её на этот пост министр экономики Тимофей Милованов. На этой должности она занималась, в частности, вопросами легализации рынка труда и вывода заработных плат из тени.
После отставки Милованова и смены правительства в марте 2020 года продолжила работу в министерстве, восемь месяцев занимая пост первого замминистра экономики при Игоре Петрашко. Находясь в правительстве, Свириденко нередко представляла Министерство экономики на совещаниях в Офисе президента — даже в тех случаях, когда формально это должно было делать руководство министерства.
В декабре 2020 года она перешла в Офис президента, где стала заместителем руководителя Андрея Ермака по экономическим вопросам. Также в 2020 году президент Владимир Зеленский назначил её главой Совета по вопросам содействия развитию малого предпринимательства.
Входила в состав комиссии отбора председателя Бюро экономической безопасности, являлась членом наблюдательного совета в «Нафтогаз Украины» и председателем правления Фонда общеобязательного государственного социального страхования на случай безработицы.

#### Работа в правительстве (2021—2025)
В ноябре 2021 года Юлия Свириденко была назначена первым вице-премьером и министром экономики Украины в правительстве Дениса Шмыгаля. Её кандидатуру выдвинула правящая партия «Слуга народа», и за её назначение проголосовали 256 депутатов.
В 2020—2021 годах Юлия Свириденко входила в состав Трёхсторонней контактной группы по мирному урегулированию ситуации на востоке Украины, являясь членом рабочей подгруппе по социально-экономическим вопросам.
В 2022 году она возглавила Межведомственную рабочую группу по реализации государственной санкционной политики.
В 2023 году включена в ежегодный рейтинг Time 100 Next, который определяет самых влиятельных людей, которые меняют будущее мира.
Весной 2025 года Свириденко, от имени Украины, подписала соглашение с США по полезным ископаемым. С 27 июня 2025 года занимает пост заместителя председателя Совета по вопросам поддержки предпринимательства — консультативного органа при президенте Украины.

#### Работа в КШЭ
С 2023 года являлась приглашённым преподавателем частного вуза «Киевская школа экономики». Согласно документам, переданным изданию «Украинская правда», Свириденко получала в КШЭ почти вдвое больше, чем другие лекторы с международным опытом. При этом университет получал международные гранты, распределением которых занималось Министерство экономики, возглавляемое именно Свириденко, что вызывало дискуссию о возможном конфликте интересов.
В 2025 году Национальное антикоррупционное бюро Украины инициировало проверку соблюдения ею антикоррупционного законодательства. Поводом стало депутатское обращение Владимира Арьева, усомнившегося в размере её зарплаты в КШЭ. За 2024 год Свириденко задекларировала 3,1 млн грн дохода от преподавательской деятельности. Президент КШЭ Тимофей Милованов в свою очередь подтвердил, что Свириденко действительно получает в университете более 6 тысяч долларов в месяц.

#### Премьер-министр
14 июля 2025 года президент Украины Владимир Зеленский предложил Юлии Свириденко возглавить правительство Украины. 17 июля 2025 года 262 голосами (при 226 необходимых) назначена Верховной Радой Украины на должность премьер-министра Украины. Таким образом Свириденко стала 19-м премьер-министром в истории Украины и второй, после Юлии Тимошенко, женщиной на этом посту.
Назначение Свириденко на пост премьера вызвало критику со стороны лидера партии «Европейская солидарность» Петра Порошенко, заявившего, что Свириденко входит в команду главы Офиса президента Андрея Ермака.

## Семья
Замужем за предпринимателем Сергеем Дерлеменко, который возглавляет компании «ДКС-Групп» и «ДИТЕЛ», специализирующиеся на строительстве, ремонте и обслуживании телекоммуникационных сетей. У супругов есть дочь София.

## Награды
- Почётная грамота Кабинета министров Украины (2020).